# Seconsett Island
Seconsett Island é um lugar designado pelo censo localizado no condado de Barnstable no estado estadounidense de Massachusetts. No Censo de 2010 tinha uma população de 100 habitantes e uma densidade populacional de 357,5 pessoas por km².

## Geografia
Seconsett Island encontra-se localizado nas coordenadas 41° 34′ 01″ N, 70° 30′ 44″ O. Segundo a Departamento do Censo dos Estados Unidos, Seconsett Island tem uma superfície total de 0.28 km², da qual 0.27 km² correspondem a terra firme e (4.63%) 0.01 km² é água.

## Demografia
Segundo o censo de 2010, tinha 100 pessoas residindo em Seconsett Island. A densidade populacional era de 357,5 hab./km². Dos 100 habitantes, Seconsett Island estava composto pelo 97% brancos, o 1% eram afroamericanos, o 0% eram amerindios, o 0% eram asiáticos, o 0% eram insulares do Pacífico, o 0% eram de outras raças e o 2% pertenciam a duas ou mais raças. Do total da população o 0% eram hispanos ou latinos de qualquer raça.